# Czastary (gemeente)
De gemeente Czastary is een landgemeente in het Poolse woiwodschap Łódź, in powiat Wieruszowski.
De zetel van de gemeente is in Czastary.
Op 30 juni 2004 telde de gemeente 4054 inwoners.

## Oppervlakte gegevens
In 2002 bedroeg de totale oppervlakte van gemeente Czastary 62,67 km², waarvan:
- agrarisch gebied: 72%
- bossen: 22%

De gemeente beslaat 10,88% van de totale oppervlakte van de powiat.

## Demografie
Stand op 30 juni 2004:
| Omschrijving                   | Totaal | Totaal | Vrouwen | Vrouwen | Mannen | Mannen |
| ------------------------------ | ------ | ------ | ------- | ------- | ------ | ------ |
| eenheid                        | aantal | %      | aantal  | %       | aantal | %      |
| inwoners                       | 4054   | 100    | 2020    | 49,8    | 2034   | 50,2   |
| bevolkingsdichtheid (inw./km²) | 64,7   | 64,7   | 32,2    | 32,2    | 32,5   | 32,5   |

In 2002 bedroeg het gemiddelde inkomen per inwoner 1228,8 zł.

## Administratieve plaatsen (sołectwo)
Czastary (sołectwa: Czastary I en Czastary II), Jaworek, Józefów, Kąty Walichnowskie, Kniatowy, Krajanka, Krzyż, Parcice, Przywory, Radostów.
Zonder de status sołectwo : Chorobel, Dolina, Nalepa, Radostów Drugi, Stępna.

## Aangrenzende gemeenten
Biała, Bolesławiec, Łubnice, Sokolniki, Wieruszów